# Aglaoctenus lagotis
Aglaoctenus lagotis là một loài nhện trong họ Lycosidae.
Loài này thuộc chi Aglaoctenus. Aglaoctenus lagotis được Holmberg miêu tả năm 1876.